# Калачіївський район
Калачіївський район (рос. Калачеевский район)- адміністративна одиниця на південному сході Воронезької області Росії.
Адміністративний центр - місто Калач.

## Географія
Калачіївський район - один з найбільших сільських районів області, розташований на південно-сході Воронезької області на  Калацькій височина і являє собою місцевість сильно порізаний ярами та балками. Висота її коливається від 200 до 238 м над рівнем моря. Основні річки - Толучіївка, Підгірна, Маніна.
Район межує з Петропавлівським, Верхньомамонським, Павловським і Воробйовським районами, а також Волгоградською і Ростовською областями.
1. ↑  ОКТМО. 179/2016. Центральний ФО